# Nikyatu Jusu
Pour les articles homonymes, voir Jusu.
Nikyatu Jusu (/nɪkˈjɑːtuː ˈdʒuːsuː/), née en 1982 à Atlanta (Géorgie), aux États-Unis, est une scénariste et réalisatrice américaine. Elle est aussi professeur adjoint indépendant en cinéma et vidéo à l'Université George-Mason.
Les œuvres de Jusu centrent les complexités des personnages féminins noirs et en particulier des femmes déplacées et immigrées aux États-Unis. Son travail comprend African Booty Scratcher (2008), Flowers (2015), Suicide By Sunlight (2019) et Nanny, qui a reçu le Grand Prix du Jury au Festival du film de Sundance 2022.

## Biographie
Nikyatu Jusu naît à Atlanta, en Géorgie, de parents sierra-léonais, Hannah Khoury et Ronald Jusu. Elle fréquente l'Université Duke à Durham, en Caroline du Nord, avec l'intention de devenir ingénieure biomédicale. Une rencontre inattendue avec un professeur de scénarisation l'initie au monde du cinéma et elle change d'orientation. Jusu obtient un baccalauréat ès arts en études filmiques, cinématographiques et vidéo en 2005. Elle étudie ensuite le cinéma narratif à la Tisch Graduate Film School de l'Université de New York et obtient une maîtrise en beaux-arts en études filmiques, cinématographiques et vidéo en 2011.
En 2008, Nikyatu Jusu écrit et réalise African Booty Scratcher pour son projet de film de deuxième année à la NYU Tisch. C'est un film semi-autobiographique qui raconte l'histoire d'Isatu, un jeune américain sierra-léonais. L'histoire met en lumière le conflit de cultures différentes tandis qu'Isatu réfléchit à quelle culture plaire lors du choix d'une robe de bal. Elle développe le film avec un budget de 7 000 $. African Booty Scratcher est finalement acquis par HBO.
Nikyatu Jusu sort Say Grace Before Drowning en 2010, toujours en tant que scénariste et réalisatrice. Avec un budget plus important de 35 000 $, Jusu crée un film qui explique la relation entre une jeune fille et sa mère réfugiée africaine. Ce film est également acquis par HBO;
En 2011, elle écrit et réalise le film narratif Black Swan Theory, qualifié d'œuvre expérimentale. L'intrigue du film tourne autour de Sonya, une victime psychiatrique de la guerre, qui accepte une mission de meurtre contre rémunération. Nikyatu Jusu développe le film avec un budget de 3 000 $.
Elle co-écrit et coréalise Flowers en 2015 avec Yvonne Michelle Shirley, une camarade de classe de l'école de cinéma. Le film de passage à l'âge adulte raconte l'histoire de deux adolescents de Brooklyn cherchant à se venger de leur professeur jusqu'à ce que leur plan se retourne contre eux. Jusu explique qu'elle voulait attirer l'attention sur les luttes des filles noires à l'école car elle estime que seuls les garçons noirs sont sous les projecteurs de la lutte dans le système éducatif américain. Flowers est projeté dans des festivals de cinéma tels que le BlackStar Film Festival. Il est acquis par HBO et reçoit le HBO Short Film Award.
En 2017, Nikyatu Jusu rejoint la faculté de l'Université George-Mason en tant que professeur adjoint au département d'études cinématographiques et vidéo. Cette année-là, elle est sélectionnée comme récipiendaire du Tribeca Film Institute et du programme Through Her Lens de Chanel pour développer le court métrage Suicide by Sunlight, co-écrit avec R. Shanea Williams. Suicide by Sunlight centre un vampire noir protégé du soleil à cause de sa mélanine. Le film, qui est produit par Terence Nance et met en vedette Natalie Paul, fait ses débuts au Festival du film de Sundance le 25 janvier 2019.
Le 13 avril 2021, il est annoncé que le premier long métrage de Jusu, Nanny, est produit par Stay Gold Features et Topic Studios. Le film d'horreur suit une nounou sans papiers d'Afrique de l'Ouest prenant soin d'un enfant privilégié de l'Upper West Side et préparant l'arrivée de son fils. Le scénario est sélectionné pour la liste noire (The Black List) 2020 et le film fait ses débuts au Festival du film de Sundance le 22 janvier 2022. Peu de temps après que Nanny ait remporté le Grand Prix du Jury au Concours dramatique américain, il est annoncé que le prochain projet de Jusu est acquis par Monkeypaw Productions et Universal.

## Filmographie partielle

### Au cinéma

#### Comme scénariste et réalisatrice
- 2007 : African Booty Scratcher (court métrage, également monteuse)
- 2010 : Say Grace Before Drowning (court métrage, également monteuse)
- 2011 : Black Swan Theory (court métrage, également monteuse)
- 2015 : Flowers (court métrage, coréalisation)
- 2019 : Suicide by Sunlight (court métrage)
- 2022 : Nanny
- Untitled Nikyatu Jusu Horror Project (annoncé)

### À la télévision

#### Comme réalisatrice
- 2019 : Two Sentence Horror Stories (série télévisée, 1 épisode : Only Child), créditée Nikyatu

## Récompenses et distinctions
- Prix du cinéaste le plus prometteur de l'Université Duke[3].
- African Booty Scratcher (court métrage), a remporté des acceptations et des prix au festival, notamment une mention honorable de la Guilde des réalisatrices, un prix du court métrage HBO et un prix d'artiste JT3[3].
- Say Grace Before Drowning (court métrage) :
  - Spike Lee Fellowship Award ;
  - Director's Guild of America Jury Award ;
  - HBO Short Film Award ;
  - Panavision Equipment Grant ;
  - Princess Grace Foundation Grant ;
  - Puffin Foundation Grant.
- Black Swan Theory (court métrage) : Shadow and Act Filmmaker Challenge[18].
- Flowers : prix du court métrage HBOO[19].
- Son scénario Free The Town a été sélectionné pour le plus prestigieux marché du film d'Afrique, le Durban Film Mart 2013, et l'un des cinq films narratifs sélectionnés pour Fast Track de Film Independent. C'était l'un des douze projets invités à participer au premier atelier Diverse Writers du Sundance Institute. Free the Town n'a pas été tourné à cause de l'épidémie d'Ebola.
- Son film narratif Suicide by Sunlight a reçu une bourse de court métrage Rooftop Films / Fondation Adrienne Shelly et a été financé par la bourse de production Through Her Lens: The Tribeca Chanel Women's Filmmaker Program parrainé par le Tribeca Film Institute et Chanel. Le film était l'un des 5 nommés et a remporté le grand prix[20].
- Jusu a été nommée et a remporté une résidence à Headlands Artist Residency, à laquelle elle a assisté en juillet 2018 pour travailler sur son dernier scénario de long métrage.
- Jusu et sa co-scénariste R. Shanea Williams ont reçu en 2017 une bourse de production complète ainsi qu'un soutien à la production du programme Tribeca CHANEL Women's Filmmaker, Through Her Lens.